# タイガーマスク運動
タイガーマスク運動（タイガーマスクうんどう）は、2010年12月25日の一児童相談所における事例以降、日本各地で確認されている連鎖的な寄付行為の通称である。タイガーマスク現象ともいう。一連の寄付行為は、その多くが漫画『タイガーマスク』の主人公の「伊達直人」など架空の名義による匿名のもので、寄付先はおもに児童福祉関連施設となっている。

## 運動の発端と発展

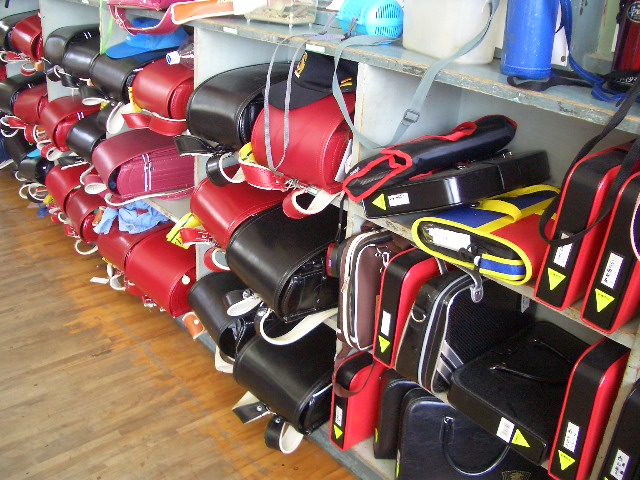
小学生が用いるランドセル

2010年12月25日、「伊達直人」を名乗る30代のサラリーマンの男性から、群馬県中央児童相談所へランドセル10個が送られたことを皮切りに、2011年1月1日には神奈川県小田原児童相談所にも同人物名義で寄付が行われるなど、全国各地の児童養護施設へ複数存在すると思われる「伊達直人」からの寄付行為が相次いだ。これらの寄付行為は、寄付者の名義である「伊達直人」が漫画『タイガーマスク』の主人公で、自らが育った孤児院へ素性を隠して寄付を行う人物と同名であることから、「タイガーマスク運動」と呼ばれるようになった。また、この寄付行為は全国で相次いだ現象と見なして「タイガーマスク現象」と呼ぶこともある。
寄贈された物品は、ランドセルの他にはプラモデル、玩具、筆記用具、現金、商品券、食品、紙おむつ、金塊などがあり、寄付を受け取った施設の職員たちは口々に感謝を述べている。2011年1月11日に『あしたのジョー』の主人公、矢吹丈名義で千葉県船橋市の「おんちょう園」に文房具が寄付されるなど、「伊達直人」以外のフィクションのキャラクターや実在の人物の名を借りた寄付も相次いで行われた。これら匿名による寄付行為の運動は、2011年1月12日までに全国47すべての都道府県へ広がった。
寄付者の中には、70歳代の年長者や小中学生もおり、寄贈品の届け先も老人保健施設や警察、大手スーパー、社会福祉協議会、学校などに及んでいる。漫画『タイガーマスク』の原作者の梶原一騎が1940年代に一時入所していたといわれる川崎市中原区の児童養護施設にも、1月11日から12日にかけてランドセル8個や折り紙などが届けられた。また、奈良県では施設内で上級生が下級生に匿名の贈り物をしたケースもあった。2011年1月15日の時点で確認された寄付行為の件数は1000件を超え、贈られたものはランドセルだけで750個余り、現金や商品券は約3200万円分となっている。前年（2010年）の全国の児童養護施設への寄付は約4000万円なので、約2週間で9か月分を超える寄付金が届いた計算になる。
困惑を招いた事例
一方で、匿名の人物による行動であるため、困惑を招いた事例も存在する。1月16日夜、神奈川県相模原市の市立あじさい会館の管理室ドアノブに、手作りとみられるチャーシュー4本入りの保冷バッグが置かれ、「子供たちにおいしいチャーシューを食べさせてあげてください。伊達直人を尊敬するラーメン界の勇者より」と書かれた手紙が入っていた。同市では「製造日時などがわからず食品としての安全性が確認できない」という理由からチャーシューを冷蔵保存していたが、贈り主がラーメン店店主と判明したため、18日夜に市職員が事情を説明してチャーシューを返還した。店主は「子供たちにごちそうできるよう、次からは事前に相談します」と答えたという。
全国児童養護施設協議会は「児童養護施設へのご厚意にかかわるお礼とお願い」と題した文書をウェブサイトに掲載。子どもや施設に何が必要か、事前に問い合わせたうえで寄付してもらえれば、「よりみなさんのご厚意を活かすことができるとともに、子どもたちも、どなたからいただいたご厚意かを知ることで、今後の成長の糧ともなる」としている。
その他
これら一連の運動の原点については諸説あるが、2008年4月に発足した全国20あまりの漫画サークルが連携したボランティア団体「プロジェクトZ」が行っている「リアル・タイガーマスク計画」と銘打った活動が運動のきっかけではないかという報道がある。
一部メディア報道やインターネット上では、名前が同じ菅直人首相を「伊達直人」と対比させた言葉遊びがみられ、選挙での投票において、「タイガーマスク」や「伊達直人」と記入した無効票を投じる者も現れた。
施設側とされる意見
2016年現在、施設にランドセルや学用品を送るこの運動は続いているが、施設職員と思われる人物がランドセルは子供本人の好みに合わせた新品を購入したいこと、学用品も必要ないことを吐露すると同時に寄付ならば現金が一番良いと訴えている。施設の本当のニーズを見極めて寄付を行うことが、肝要である。

### 児童福祉施設以外への寄付
前述した、警察・社協・学校などへの寄付のほか、2011年3月11日に発生した東北地方太平洋沖地震（東日本大震災）に際し、和歌山県を通じてルパン三世を名乗った300万円の寄付が寄せられた。

### 発端となった人物
最初に群馬県中央児童相談所に寄付を行った人物は、約3年が経過した2013年10月に毎日新聞の取材に応じ、匿名を条件として生い立ちや寄付の理由を明らかにした。報道によると、この人物は取材時点で40歳の男性で、福岡県出身。自身も両親を失った（母は病死、実父とされた男性とは絶縁）境遇で、幼少期は親族の間を移り住む生活だった。「おまえがいるから家庭がぎくしゃくする」と謝ることを強要されて「生まれてきてごめんなさい」と答えたときに、自分のような境遇の子どもを将来助けたいと思うようになったという。上京して就職した後、足立区の児童養護施設に寄付を始めたが、入所前の「一時保護所」にいる子どもは学校にも行けないと知り、ランドセルを購入して深夜に自宅のある群馬県の児童相談所の玄関前に並べた。男性は運動の広がりについて、「想像もしなかったことで驚いた。後に続いて広げてくれた方々に感謝の気持ちを伝えたいとずっと思っていました」と述べている。
男性は「寄付」の少しあと、初代タイガーマスク・佐山聡と出会う機会を得て「初代タイガーマスク基金」に2012年から参加。2016年12月7日の「初代タイガーマスク35周年記念イベント」に初めて実名で参加し、顔も公表した。公表に踏み切った理由については、「タイガーマスク運動」のブームが冷めて以前のような広がりが衰えつつあるのではないかとの想いから、報道などで運動への関心が再び高まることを期待していると述べている。
2010年に贈ったランドセルを使い小学校に通学したうちの一人が2023年4月に大学に進学することを機に、男性は2023年3月6日に前橋市の紳士服店で本人には知らせぬまま自ら出迎え、今度はスーツ一式を贈った。

## 2011年以降の事例
2011年2月下旬には寄付はほぼなくなったというところもあるが、依然寄付が続いている地域もある。2011年のクリスマス前後には、この運動のきっかけとなった群馬県中央児童相談所にランドセル10個が送られるなど、再び匿名による各地の児童施設などへの寄付が相次いだ。
- 2011年12月15日、富山県高岡市の児童養護施設「高岡愛育園」に30代とみられる寒ぶりを愛する男を名乗る匿名男性から富山県氷見漁港産の寒ブリ2本と現金1万円の寄付が行われた[44]。寄付されたブリは氷見漁港産である「ひみ寒ぶり」の赤い文字の付けられた約10キロと約8キロのブリであった[44]。

- 2012年10月29日の夜、岐阜県岐阜市長良森町の児童養護施設に新品のランドセル5個、手袋が72組、使い捨てマスクが600枚が「未来ある子どもたちへ！」と書かれた段ボール箱に入れられて届いた[45]。

- 2012年12月13日、静岡県浜松市南区（現・中央区）新橋町の児童養護施設「清明寮」に『ジョジョの奇妙な冒険』に登場する「スピードワゴン財団」の静岡県支部を名乗る男性から子供用自転車4台など10万円相当の商品が寄付された[46]。男性は寄付を行うにあたり、事前に施設へ必要な物品を尋ねたうえで、施設が希望した物品の寄付を行っていた[46]。

- 2013年1月24日、埼玉県上尾市の県中央児童相談所に「伊達直人」を名乗る人物からランドセル4個が寄贈された。同封された手紙には、新1年生に向けた励ましの言葉がつづられていた。同児童相談所には2011年1月11日に「伊達直人」の名で4個、2011年12月23日には匿名で6個のランドセルが寄贈されている[47]。

- 2013年9月4日、前日の竜巻によって建物破損等の被害が出た千葉県野田市の北部小学校に、タイガーマスクの仮面にマント姿の人物が現れ、本型の貯金箱に収められた500円硬貨200枚、合計10万円を教員に手渡して立ち去った。本には「タイガーマスク ジュピター」の名義で「復旧や児童たちの心のケアのためにお使いください」と書かれた手紙が添えられていたという[48]。

- 2013年12月以降、『スマイルプリキュア!』の登場人物を名乗った寄付が相次いでいる。[49][50][51][52][53]

- 2014年4月28日、兵庫県神崎郡神河町、公立神崎総合病院内にある、小児療育事業などを行う「ケアステーションかんざき」に、「伊達直人」名で、図書カード・ギフト券等4千円分が郵送されてきた。封筒には「利用されている子どもたちのために使ってください」と書かれた手紙が同封されていた。このことは、同町広報誌6月号及び、5月30日付神戸新聞に掲載された。

- 2019年7月31日、神奈川県横浜市鶴見区に『涼宮ハルヒシリーズ』に登場する「涼宮ハルヒ」などを名乗る人物からランドセル等の寄付があった。同封されていた手紙には同作のテレビアニメを製作した京都アニメーションで同月18日に発生した放火殺人事件への言及もあった。[54]

- 2020年5月7日、愛知県豊田市役所に、『魁!!男塾』に登場する「江田島平八」を名乗る人物から手指用消毒液18本が寄付された。

- 2020年以降、『鬼滅の刃』の登場人物を名乗った寄付が相次いでいる。[55][56][57][58][59]

- 2021年12月以降、『宇崎ちゃんは遊びたい!』に登場する「宇崎花」を名乗った寄付が相次いでいる。[60][61][62]

- 2022年3月1日、神奈川県横浜市南区に、『ラブライブ!スーパースター!!』に登場する「葉月恋」を名乗る人物から図書カード5,000円分が郵送で寄付された。[63][64][65]

## 運動の波及効果
運動の広がりを受け、原作コミックやタイガーマスクのゴム製マスクの注文が相次ぎ、1月14日までに1万3000部の出荷を記録した文庫復刻版は緊急増刷する事態になった。また、韓国でも注目され報道された。
この運動の影響を受けて、学習塾を運営する学究社は1月13日、関東の児童養護施設に入っている新小学1年生に、500万円分のランドセルを寄付すると発表した。
超党派の国会議員で作る「チャイルドライン支援議員連盟」は1月20日、会合を開き、各地で相次ぐタイガーマスク運動を踏まえ、児童養護施設への支援強化に取り組む方針を決めた。児童養護施設の定数増や里親制度の広報強化を求める意見が出たほか、高校や大学への進学も支援すべきだという指摘もあった。メンバーの一人で、当時の厚生労働副大臣、小宮山洋子は要望を前向きに検討する考えを表明。プロレスラー出身の馳浩は「タイガーマスク現象を一過性のものにしてはいけない」と訴えた。
また、この運動がきっかけとなり、援助を求めている社会福祉施設と、協力したいと思っている人をマッチングするサイトの運営も始まった。
さらに2011年3月1日、東京のNPO法人「ファザーリング・ジャパン」が、全国の児童養護施設で暮らす子供たちを経済的に支援する「タイガーマスク基金」の設立を発表した。この基金の発起人には、「タイガーマスク」原作者・梶原一騎の妻の高森篤子や、作画・辻なおきの妻の辻芙美子も名を連ねている。
発端となった会社員が在住する群馬県前橋市は2017年、ふるさと納税による寄付の一部を、児童養護施設などから社会人になる人の自立支援に充てる「タイガーマスク運動支援プロジェクト」を始めた。

## 運動に対する評価

### 肯定的な評価
この運動について、原作者である梶原一騎の実弟の真樹日佐夫は「閉塞した時代に風穴をあける連鎖行動」と指摘する一方、児童虐待などで家庭から保護された子どもの増加が背景にあるとした。また、2010年末にタイガーマスクをテーマにしたパチンコの新機種が登場したこと、最初に伊達直人名義でランドセルが寄贈された群馬はかつてパチンコ台の製造工場が多かったことから「てっきりパチンコ屋が仕掛けたのかと思っていた」と言いつつ「この現象で生まれたタイガーマスクは、仕事だけで精一杯だった兄がなりたくてもなれなかった姿だ」と語った。梶原の妻の高森篤子は「全国の“伊達直人”さん、善意の匿名さんたちへ心からありがとうと御礼を言いたい。私も主人の心を伝える為、日本中の施設を訪問するなど行動を起こしてゆきたい」と述べた。
実在の初代タイガーマスクの佐山聡は「すごくいいことだと思う」と歓迎の意を示しているが、「皆さんの善意なので、（騒動に便乗するようにして）自分が出て行くつもりはまったくない」と、この件に関しての取材をほとんどすべて断っている。真樹日佐夫は、初代タイガーマスク、4代目、5代目を合わせた3人に『タイガーマスク基金』を呼び掛けているが、佐山は「僕1人が前に出ないように、違うところで考えている。伊達直人という存在は僕なりに意識はしている」と語った。その後、佐山は独自に「初代タイガーマスク基金」を2011年11月に発足させている。
アニメで一時期、伊達直人の声を担当し、民放の朝の番組でナレーターとして偶然このニュースを読み上げることになった声優の森功至は「びっくりした。殺伐とした世の中で、明かりをともしてくれるような愛のある人だと思う」「個人的には会ってみたいが、アニメキャラクターのように夢は夢のままで、誰だか分からない方がいい」、イラストレーターの山藤章二は「タイガーマスクの名を借りるのはちょっとした、しゃれっ気だし、もらった側に負担を感じさせない。私もそうだが、年とともに世の中に恩返しをしたい気持ちが芽生える。ランドセルというのも大げさでないし、直接的かつ謙虚で、まねしたくなる行為だ」と話した。
アニメ「タイガーマスク」で主人公の伊達直人が寄付などをした施設「ちびっこハウス」にいた少年「健太」の声を担当した声優・野沢雅子は「本当に心のこもった素晴らしいことが全国で起こっているんですね」と感慨深げに述べた。ただ、その半面で「ドラマでは伊達直人がたびたびハウスを訪れて、子どもと接していました。高価なランドセルじゃなくても、お菓子1個でもいいと思うんです。4月になって、入学シーズンが過ぎて、こういった運動の火が消えてしまうのではなく、続いていったら、うれしいですね」と話した。また「やっぱり、みなさん、顔を出さない架空のお兄ちゃんでいたいのでしょうか。ぜひ子どもの喜ぶ姿も見ていただきたいです」とコメントしている。
新潟青陵大学大学院教授の碓井真史は「日本では寄付は恥ずかしいという気持ちが出るが、伊達直人を名乗ることで遊び感覚が働き、やってみようという気になれたのだろう。作中でも寄付をしていた登場人物だからこそ共感を呼んだ」と指摘、「贈り主の多くは漫画やアニメでタイガーマスクを見ていた40歳代〜60歳代」と予想した。臨床心理士の矢幡洋は「最初の贈り主は50歳代前後かもしれないが、経済的余裕のある30歳代〜40歳代が加わったのではないか」「インターネット上の『祭り』と呼ばれる感覚で、自分たちでブームを広げようという意図がみえる。善意の表現も時代性が出ているといえるのではないか」と分析した。精神科医の日向野春総は「昔から、自分の名前を出さずに不幸な人へささやかな寄進をするのは、日本人の美徳とされた。決して悪くはない行為だが、内向きで自己満足に陥ってしまう。逆に欧米のように個人で名前を出して、巨額の寄付を行った場合、批判が出てくる。一大改革の方向には向かっていない」と話した。
東洋大学名誉教授の中里至正は「匿名による寄付は日本人が持つ照れの文化によるもの」と見ている。東京女子大学教授の広瀬弘忠は「広く社会に知られることにあまり意味を見いださず、自分の周囲にあの寄付は私がしたと言えるだけで満足なのでは」「今回の現象は架空の英雄に名を借りた一種のアミューズメントという側面もあり長続きしない可能性がある」と分析している。
明治大学講師の関修は「少年期にタイガーやジョーを見ていた50代の男性が中心だろう。欧米人と違って、日本人は慈善活動で名前を売りたがらない。だけど何か善いことをしたいと思っている。そこで誰かが行動すると、自分もやりたいと思ってこっそり動く。いい意味での便乗。善意のタイガーさんたちは普段は地味な仕事をコツコツしているタイプ。社会に喜ばれることで満足し、生きる励みにする人たち。目立とう精神はない」と分析し、社会学者で作家の岳真也は「たしかに目頭が熱くなる美談だが、その裏には一向に暮らしが良くならない現実に不満と不安を募らせる国民感情もあると思う。“景気が良くならないのなら、自分たちで明るい社会にしてみせる”と大衆が相互扶助に走っている。社会不安が善意に駆り立てていると言ってもいいだろう」と語った。
漫画評論家の呉智英は、これは「『善意の愉快犯』。『愉快犯』の連鎖反応みたいなもの。寄付行為は善行だから額面通りに受け止めていいが、『遊び』が感じられ、どこか仮装行列に似たところがある」と言い、成城大学教授の川上善郎は「流行現象からすれば特別なことではなくおそらく一過性のもので、報道しなくなるとすぐにも終息するだろう。ボランティアとしてこの先定着することは全くないと見ている」と話した。
東洋大学教授の安藤清志は「慈善的な行動を取りたいと内に秘めている人は多い。『伊達直人』の名前を引用することで、気軽に贈り物や寄付をできるようになった」と分析。赤い羽根共同募金を手がける群馬県共同募金会によると、昨年末からタイガーマスク運動に追随する動きはないが、安藤は「タイガーマスク運動は自らの手で贈り物を届けているので、贈った後の様子を想像しやすい。募金の場合はイメージがわきにくい」と解説した。
精神科医の斎藤環は「システムへの不信もあって日本では継続的な慈善活動が定着しにくいと言われるが、「祭り」としてのチャリティーには好んで参加する。年末年始というタイミングとマスコミ報道によるフレームアップも相まって、二重の意味で「祭り」化していったようにもみえる。また特異だったのは、当初の「伊達直人」からキャラクターがどんどん拡散し、多様化していったことで、あたかも「コスプレ」のように「慈善キャラ」になりきりたい、という欲望があったのではないか。祭りという性質上、おそらく一過性で終息するだろうが、この「キャラ祭り」は、小さな善意の表現形式として、日本人ならではのナイスな「発明」だった。迷惑をかけない程度に楽しめばいいし、楽しんだら忘れてしまってもいい。でも、また年の瀬がめぐってきたら「伊達直人」には帰ってきてほしいものだ」と書いている。
作家の佐藤優は「必要なところに必要なモノやカネが再分配されるのはよいことだが、自ら稼いだカネで行うのが筋だ。経済的に保護者に依存する立場にある中学生らが不労所得を寄付し、いいことをした、と勘違いしてもらっては困る」などと書いた。
俳優・哀川翔は「20歳くらいまで、本気でなろうと思っていた」という程の「タイガーマスク」のファンであり、2月23日に都内で行われたauのイベント『アニメ王決定戦』記者発表会にて、「いい方向に続くのはいいこと。義理人情は日本人にとって大事だと思う」とコメントしている。なお、後に哀川は映画『タイガーマスク』にて、ミスターXを演じている。
菅直人首相（当時）は1月12日、「本当に心温まる活動だ。共助の精神を大切にしたいと改めて思った」と述べた。2月2日には、衆議院予算委員会で「多くの国民が、何らかの形で困っている子どもなどに手を差し伸べたいという思いを持っていることの一つの表れだ。アメリカなどと比べ、日本では一般的に寄付が少ないと言われており、NPOなどに寄付を行った場合の税の控除をしっかりやっていきたい」と述べた。
皇太子徳仁親王は、51歳の誕生日を控えた2月21日の記者会見で、「昨年末から今年に入って、タイガーマスクの主人公を名乗る人からの善意のプレゼントが、全国各地で相次いだことは、一つの善意の表れでありますし、昨年のチリ鉱山での落盤事故における統率のとれた救出劇、救出への動きなどとともに心温まるニュースでありました。これらの出来事を通じて、人と人とのつながりが大事であり、お互いを思いやる心が大切であることを改めて感じました。」とコメントしている。

### 否定的な評価
運動に肯定的な意見が多い中で、一部批判的な意見もある。
児童養護施設の保育士が「いらない」とツイートしたことを発したことから、「ランドセル、学用品、衣類、寝具はいりません。税金から新品を買います」と他の元職員がツイッター元の保育士に同調した。この元職員はさらに、「中古品は申し訳ありませんが規定で廃棄します。露骨ですみませんが、下さるなら現金または児童全員に行きわたる量の季節の果物をお願いします」と発言し、震災での寄付問題と合わせて論争となった。
また、季節によってランドセルは既に行き届いているケースもあるとのこと。

## タイガーラジオ
2015年4月からFM西東京で放送されたラジオ番組。2017年3月に終了した。
タイガーマスク基金代表理事の安藤哲也が企画・メインパーソナリティを務めた。毎月第4日曜の午後2時から1時間、社会福祉にまつわる関心事をテーマに放送。のちにNPO法人ブリッジフォースマイル事務局の植村百合香が進行役、社会福祉法人子供の家施設長の早川悟司がコメンテーターに加わった。